# Schrattelofen

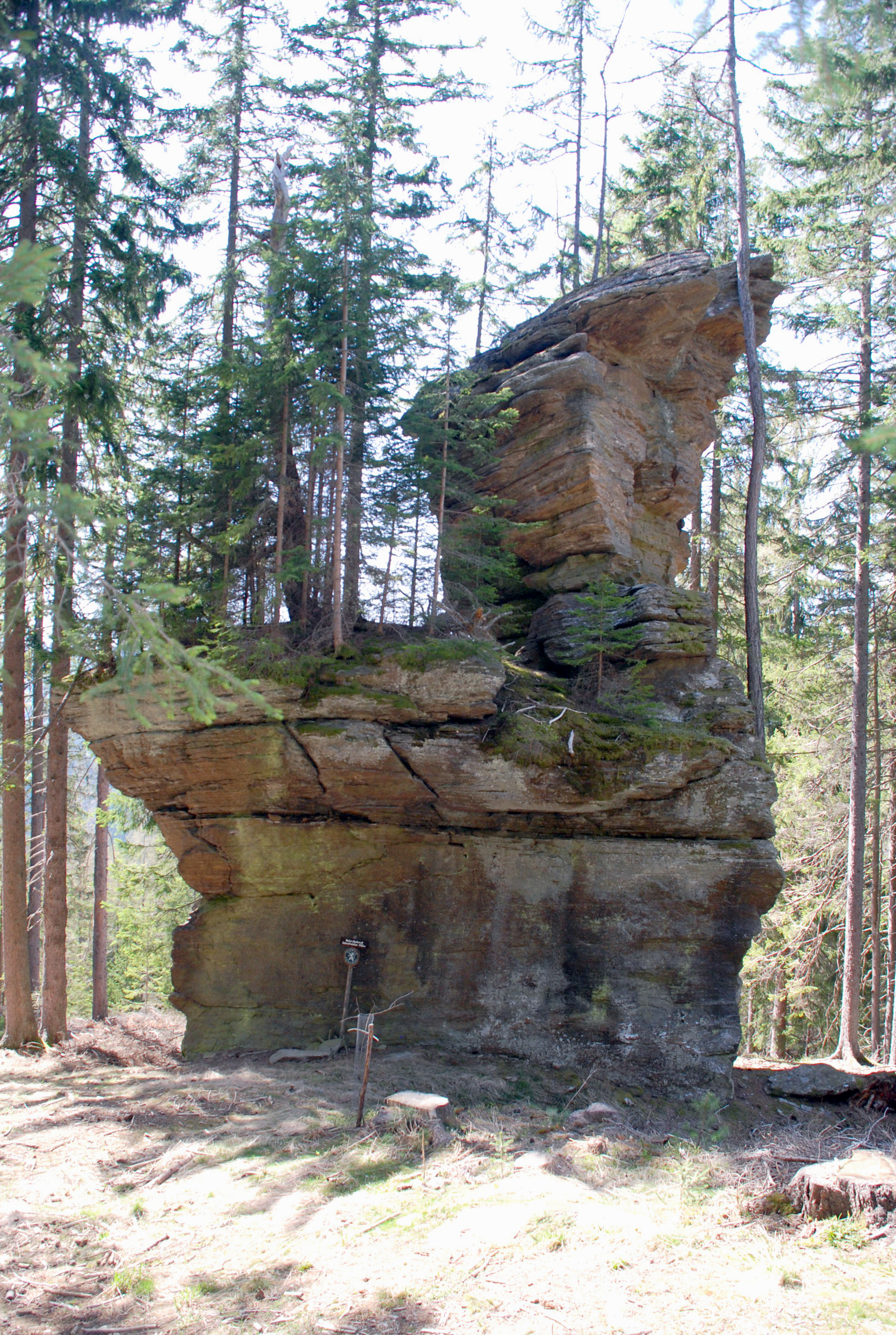
Schrattelofen: Felsturm aus Plattengneis

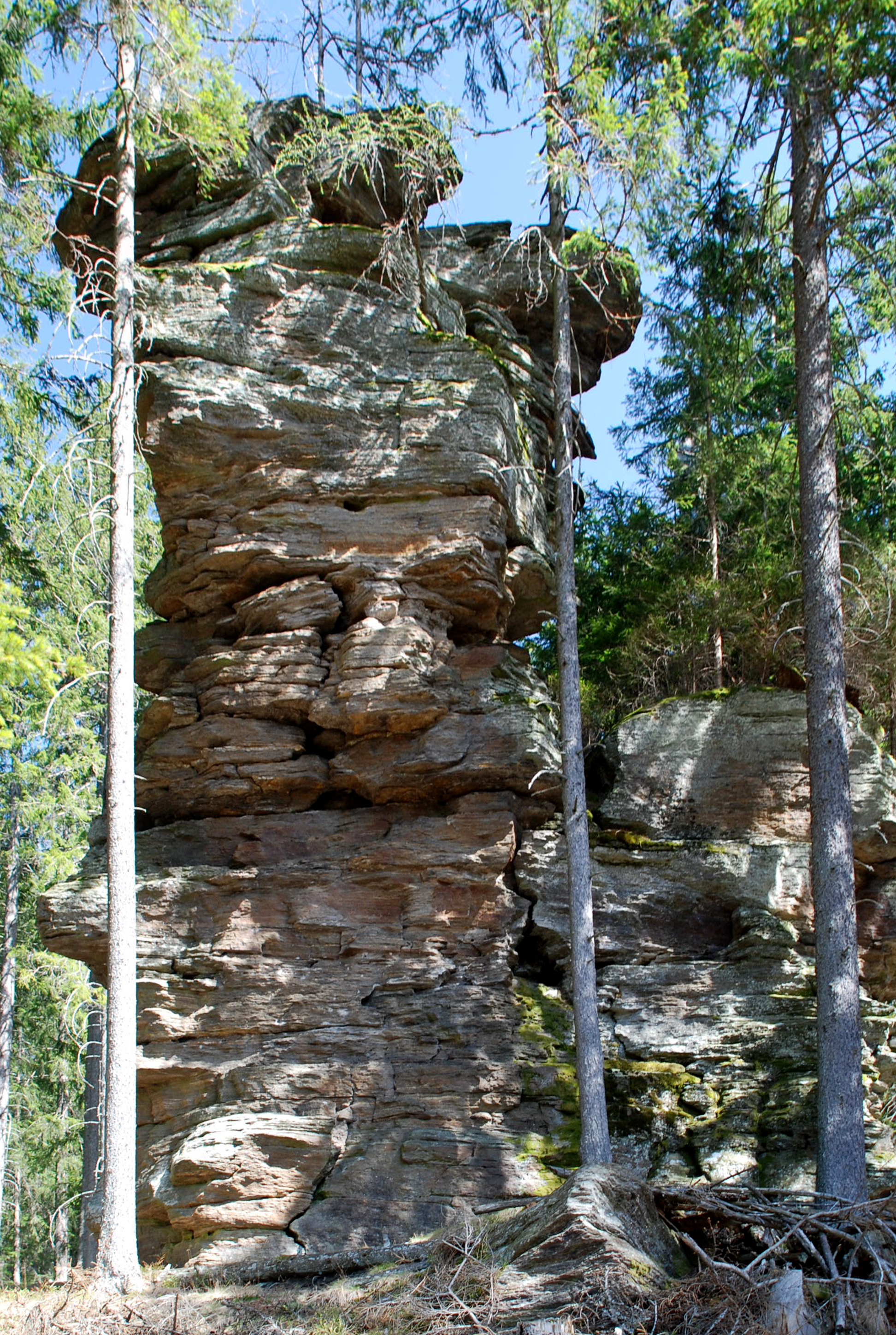
Schrattelofen

Der Schrattelofen ist ein Felsturm in der Koralpe, Gemeinde Deutschlandsberg (bis 2014: Bad Gams). Er liegt in der Katastralgemeinde Sallegg und ist nach den Schraten benannt, einer Art Waldgeister.
Der Schrattelofen ist seit 1978 Naturdenkmal.
Die Benennung „Ofen“ stammt aus dem Sprachgebrauch des Gebietes und hebt die markante, außergewöhnliche Form des Felsens hervor: Der Schrattelofen ist ein auf allen Seiten frei stehender, ungefähr 9 m langer, 5 m breiter und 14 m hoher Stapel aus Felsplatten („Plattengneis“). Seine Entstehung wird, wie bei anderen markanten Felsbildungen der Koralpe, auf unterschiedlich starke Verwitterung der Gesteinsschichten zurückgeführt.
Der Schrattelofen liegt am Südhang des Reinischkogels auf einer Höhe von 1130 m ungefähr 5 Gehminuten vom Bauernhof vlg. Großannerl an einem Waldweg, der beim Reinischwirt von der Landesstraße L 645 (Sallegger Straße) abzweigt, zum Wanderweg 569 gehört und zum Absetzwirt beim Rosenkogel führt.
Das Naturdenkmal ist als „Felsbildung Schrattelofen“ im Grundbuch eingetragen. Geschützt ist eine Fläche von 2830 m² in seinem Umkreis. Grundlage des Schutzes ist ein Bescheid der Bezirkshauptmannschaft Deutschlandsberg. Die geschützte Fläche gehört zu den Grundflächen des Bauernhofes vlg. Großannerl.

Schrattelofen
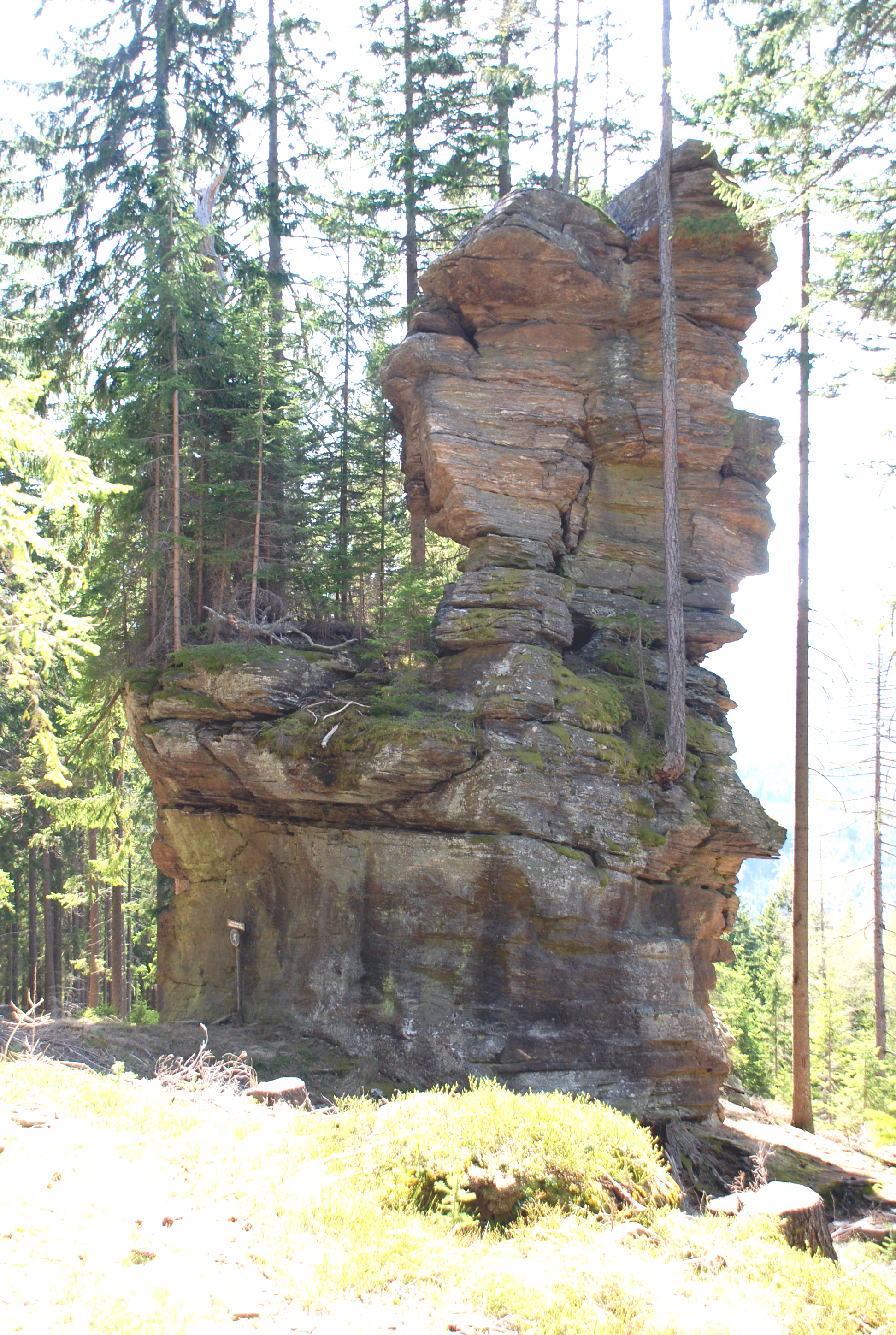
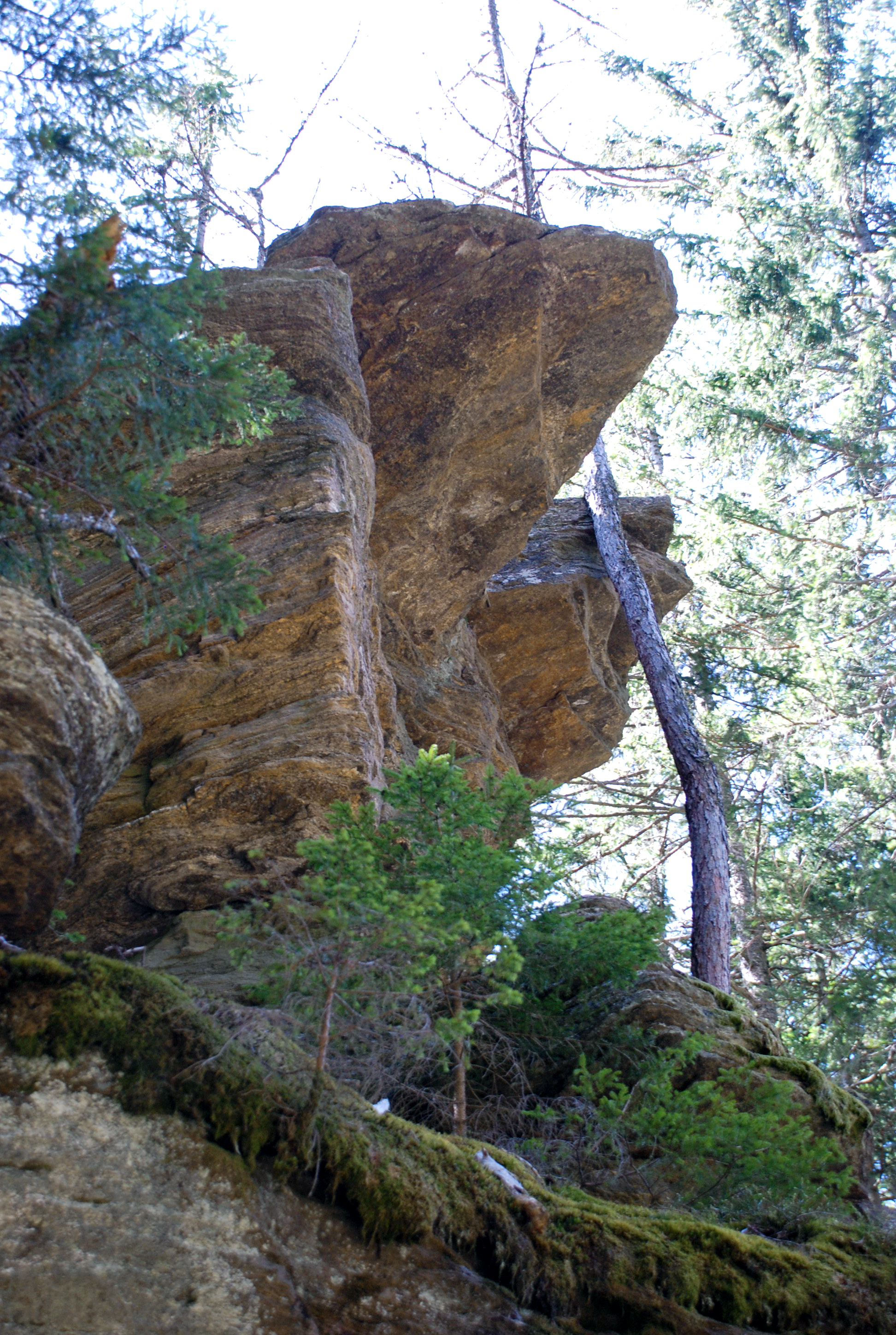
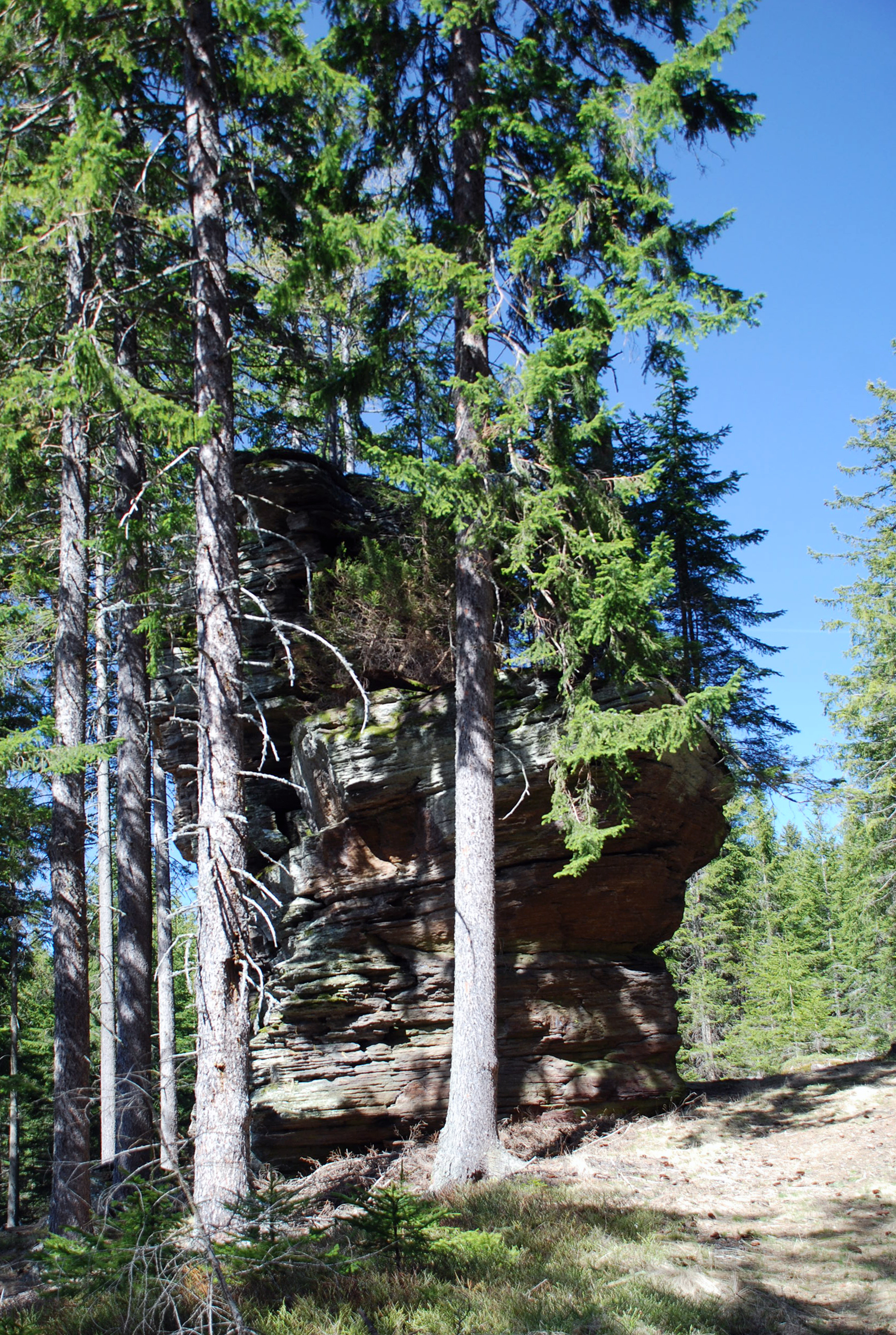
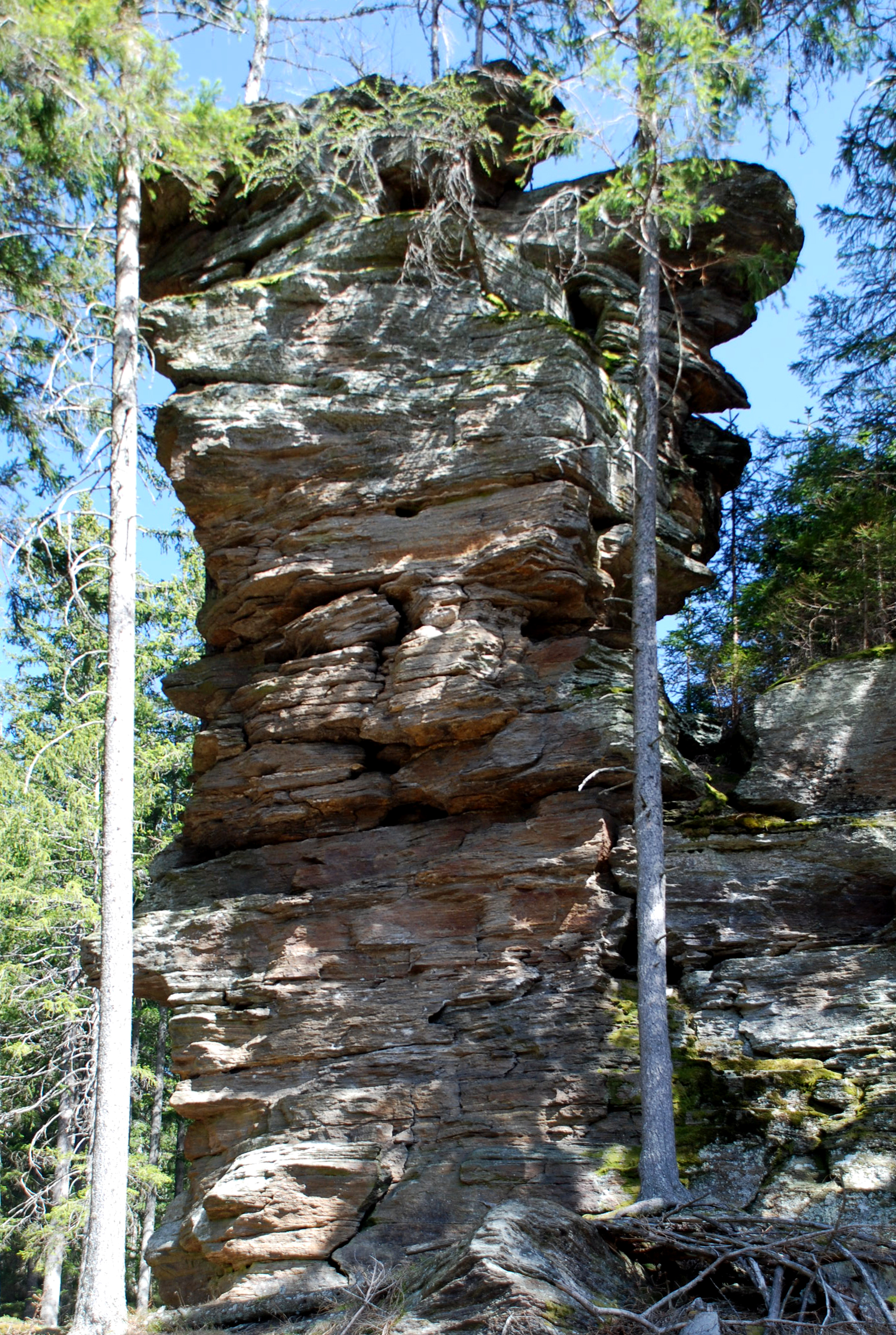
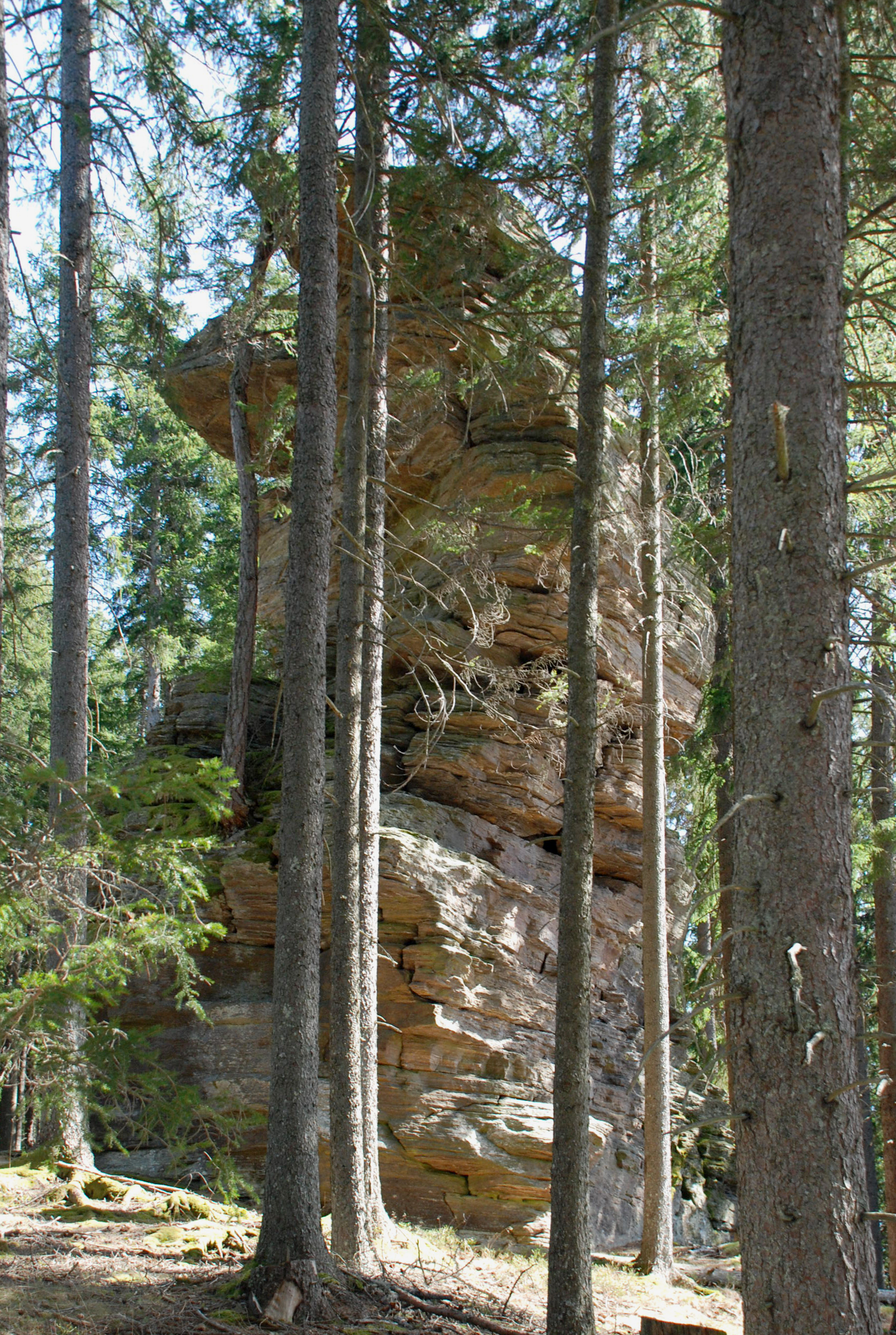
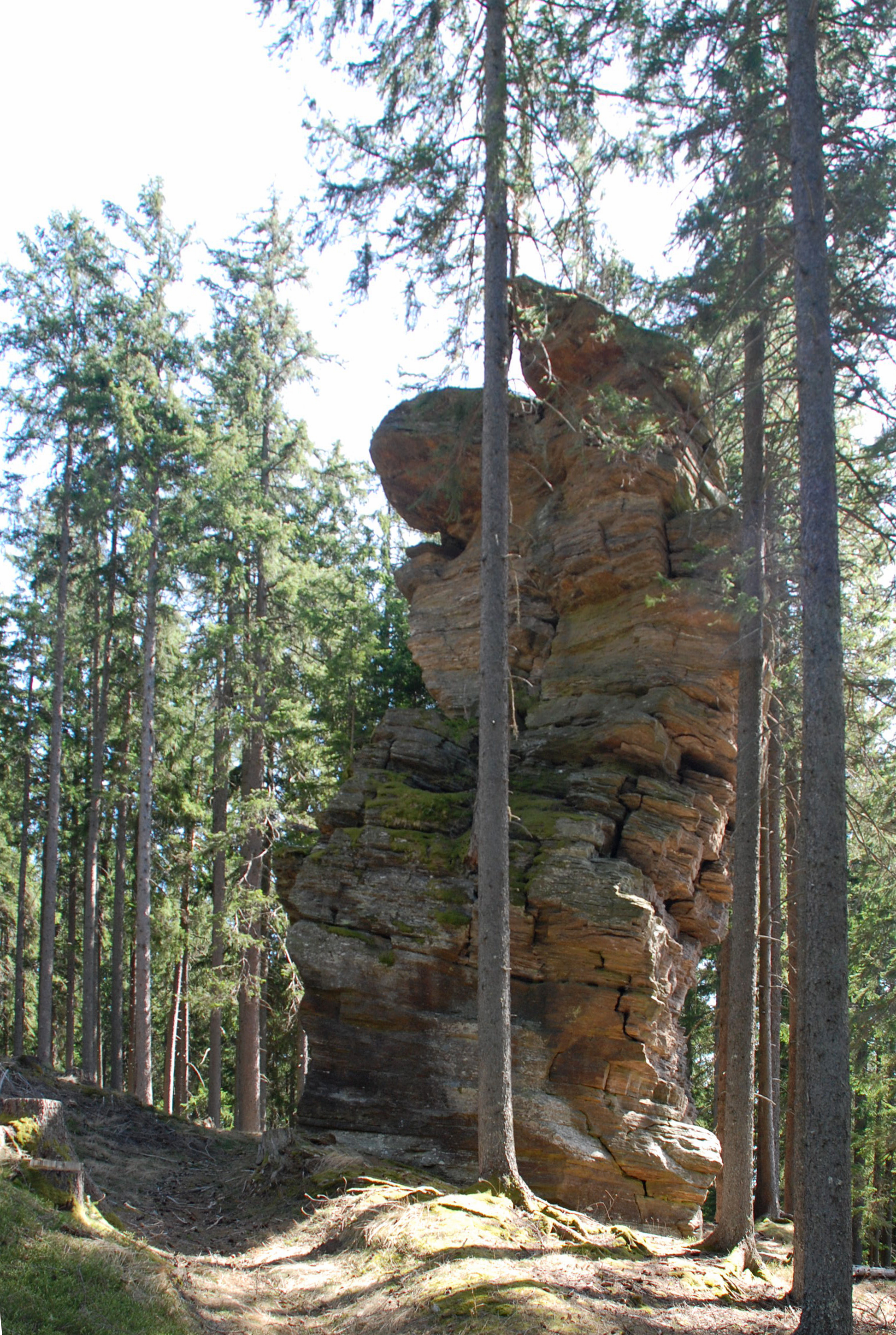
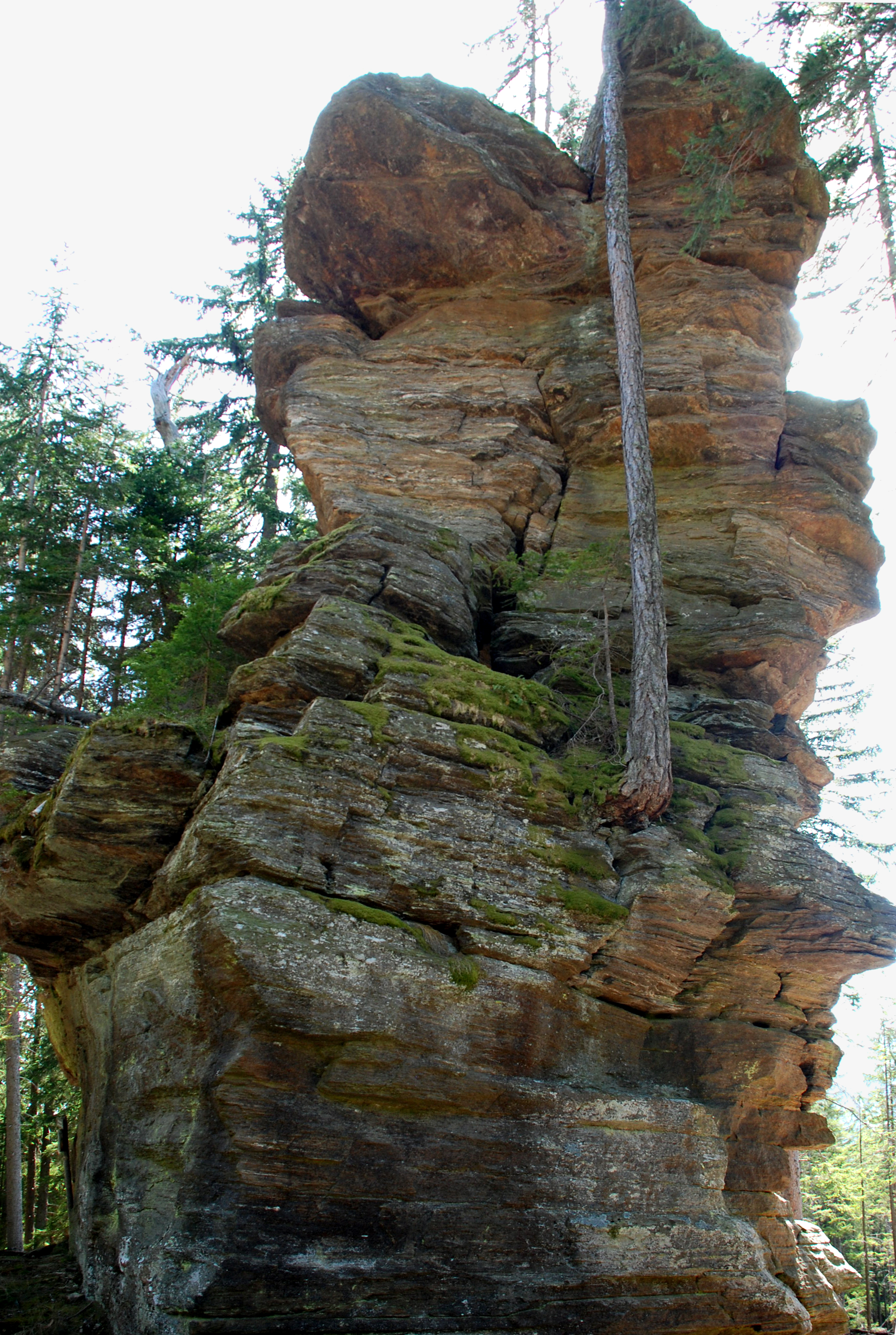
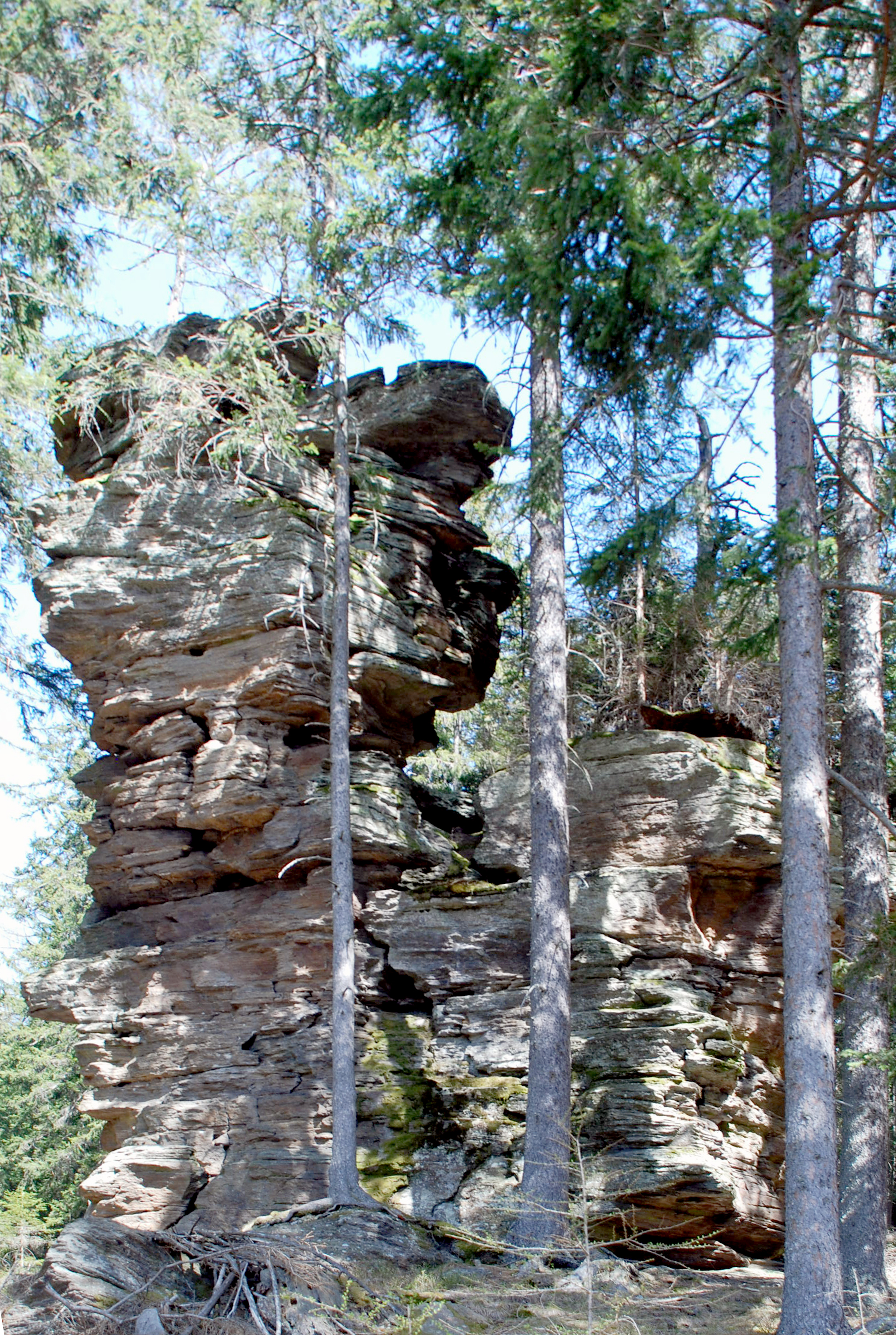
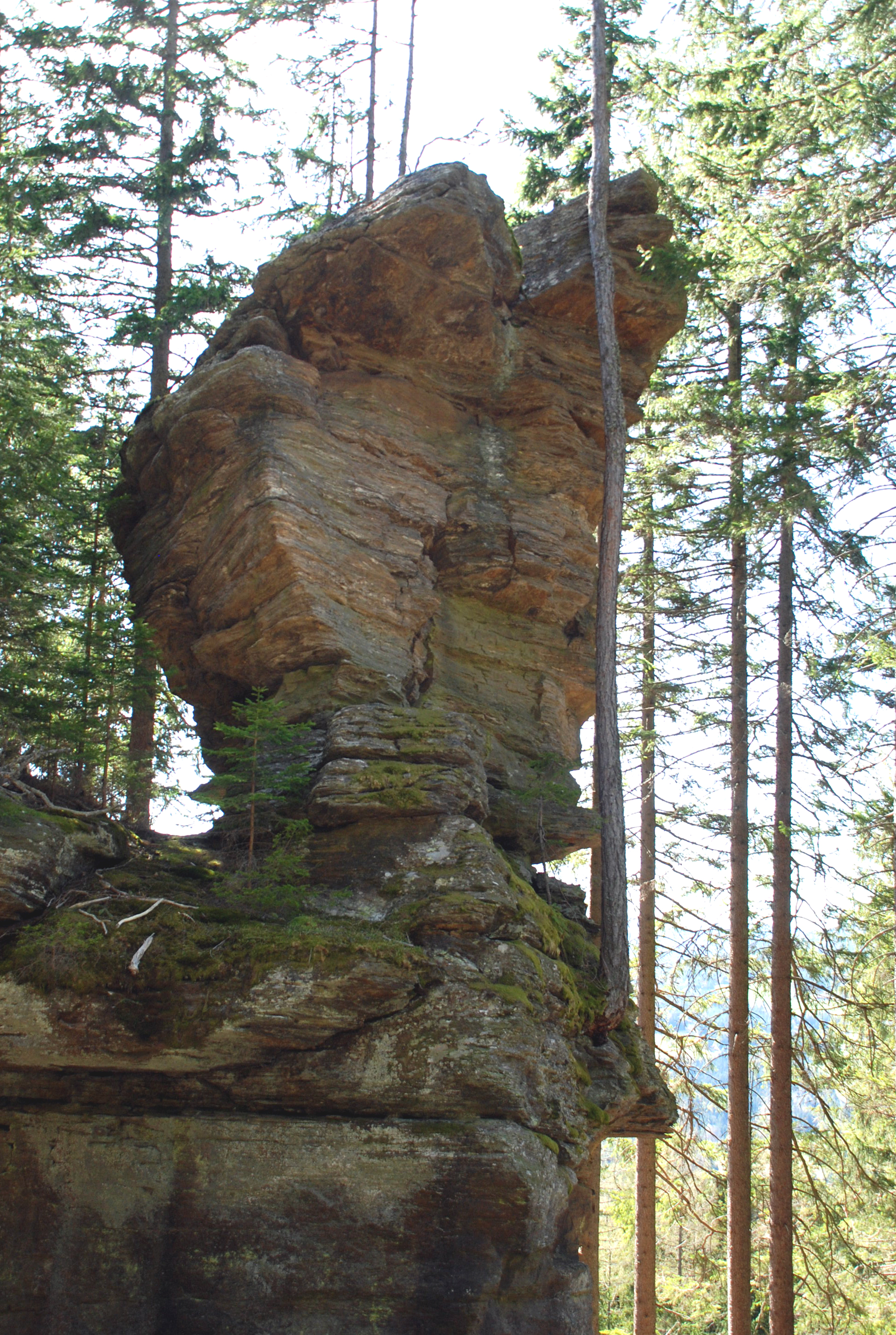
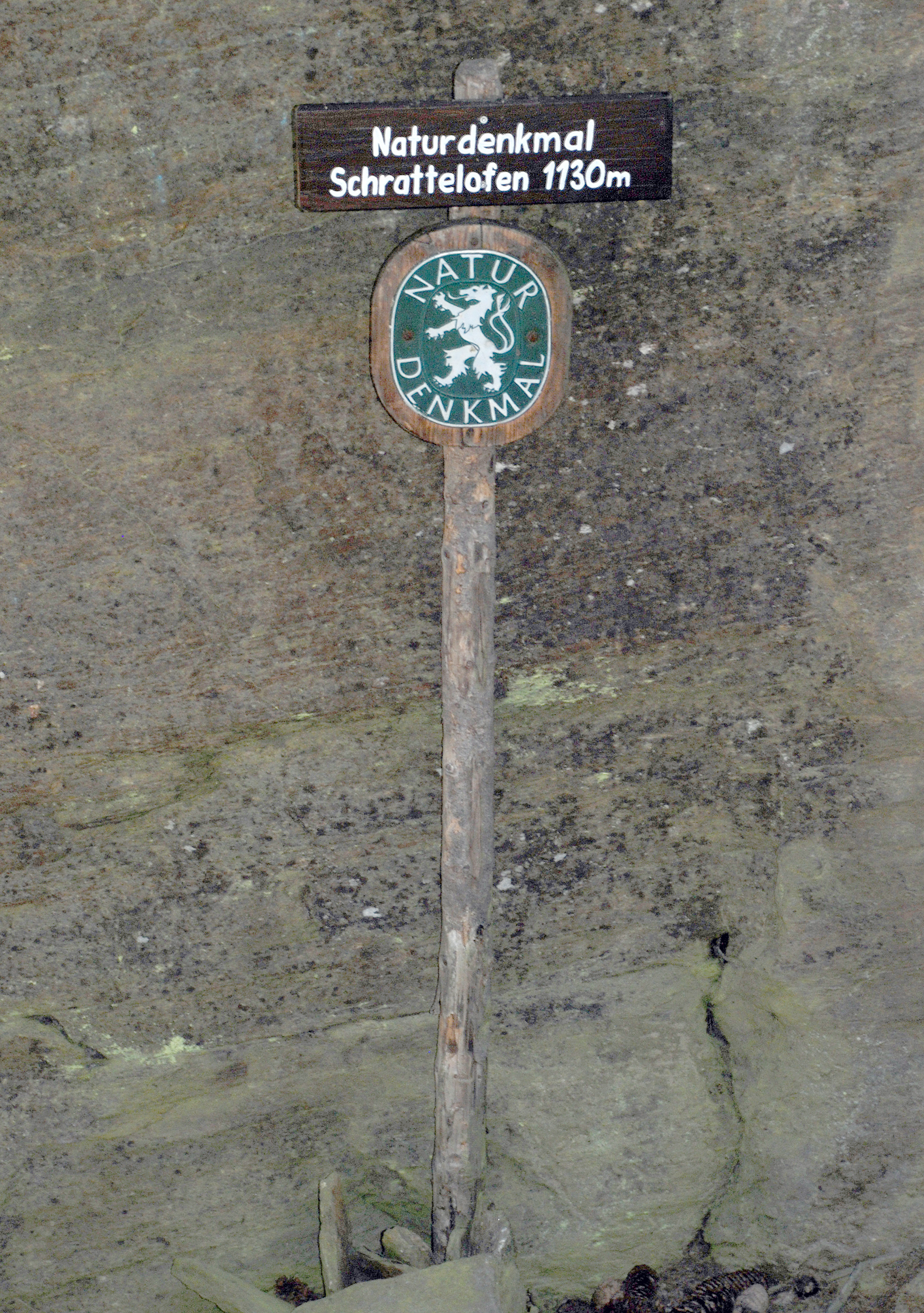